# آرثر بريور
آرثر بريور (بالإنجليزية: Arthur Willard Pryor)‏ هو قائد فرقة ‏ وملحن أمريكي، ولد في 22 سبتمبر 1870 في سانت جوزيف في الولايات المتحدة، وتوفي في 18 يونيو 1942 في ويست لونغ برانش في الولايات المتحدة بسبب سكتة.

## وصلات خارجية
- آرثر بريور على موقع ميوزك برينز (الإنجليزية)
- آرثر بريور على موقع قاعدة بيانات برودواي على الإنترنت (الإنجليزية)
- آرثر بريور على موقع أول ميوزيك (الإنجليزية)
- آرثر بريور على موقع ديسكوغز (الإنجليزية)